# Thornport (Ohio)
Thornport é um lugar designado pelo censo localizado no condado de Perry no estado estadounidense de Ohio. No Censo de 2010 tinha uma população de 1.004 habitantes e uma densidade populacional de 229,65 pessoas por km².

## Geografia
Thornport encontra-se localizado nas coordenadas 39° 55′ 16″ N, 82° 25′ 39″ O. Segundo o Departamento do Censo dos Estados Unidos, Thornport tem uma superfície total de 4.37 km², da qual 3.16 km² correspondem a terra firme e (27.67%) 1.21 km² é água.

## Demografia
Segundo o censo de 2010, tinha 1.004 habitantes residindo em Thornport. A densidade populacional era de 229,65 hab./km². Dos 1.004 habitantes, Thornport estava composto pelo 97.91% brancos, 0.2% eram afroamericanos, 0.3% eram amerindios, 0.5% eram asiáticos, 0% eram insulares do Pacífico, 0.5% eram de outras raças e 0.6% pertenciam a duas ou mais raças. Do total da população 0.2% eram hispanos ou latinos de qualquer raça.